# سنت جوزف (میزوری)

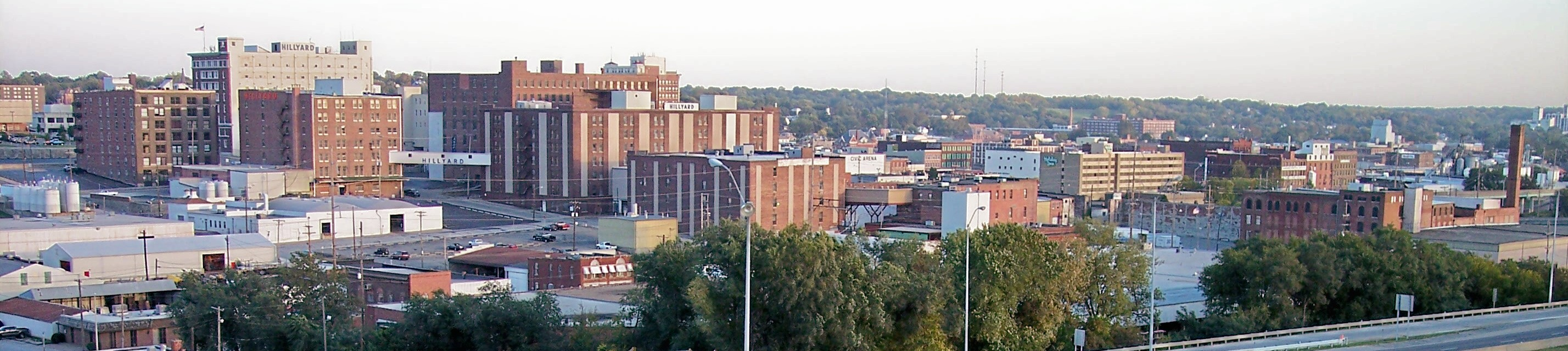

سنت جوزف (به انگلیسی: Saint Joseph) شهری در شهرستان بوکانن ایالت میزوری است که جمعیت آن در سرشماری سال ۲۰۱۰ میلادی ۷۶۷۸۰ نفر بوده است.